# Djihadistes français pendant les guerres civiles syrienne et irakienne

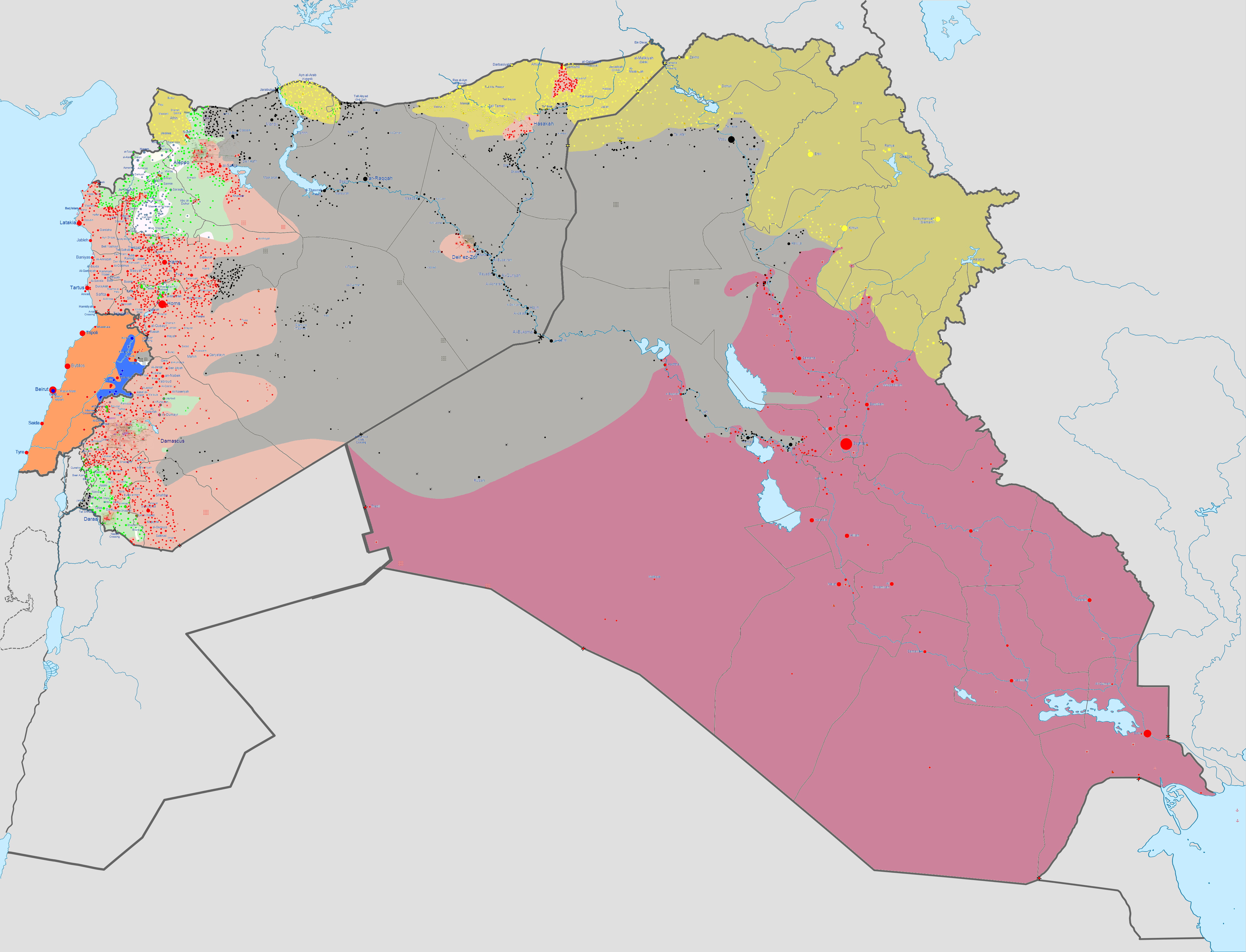
En gris, territoires contrôlés en Syrie et en Irak par le califat de l'État islamique en juin 2015.

Au cours de la guerre civile syrienne et de la seconde guerre civile irakienne, plus d’un millier de djihadistes français ont rejoint un des groupes de djihadistes, généralement l'organisation « État islamique » (ou Daech) mais aussi plus rarement Al-Qaïda en Syrie, en franchissant la frontière entre la Turquie et la Syrie, essentiellement entre 2013 et 2016.
Il s'agit de la plus importante vague djihadiste en France, bien supérieure aux précédents réseaux ayant existé vers la Bosnie, l'Afghanistan ou lors de la Guerre d'Irak. La France est aussi le pays occidental à envoyer le plus grand nombre de combattants sur zone, avec une proportion élevée de convertis.
Deux attentats ont été réalisés par des djihadistes français revenant de la zone de guerre, l'attentat du musée juif de Belgique le 24 mai 2014 et la tuerie du Bataclan le 13 novembre 2015, et beaucoup d'autres ont été téléguidés depuis la zone de guerre par des Français. Entre ces deux attentats, les forces françaises rejoignent la coalition internationale en septembre 2014, dans le but de contenir l'extension de l'État islamique, mais aussi pour éliminer les djihadistes français qui menacent la France. 
Les problématiques liées aux causes de ces départs, à la « déradicalisation » et aux rapatriement des personnes arrêtées sur zone ont suscité de nombreux débats.

## Statistiques
En août 2014, selon le Ministère français de l'Intérieur, 800 hommes de nationalité française combattent au sein de l'EI en Syrie et en Irak. Fabrice Balanche, géographe à l'Université Lumière-Lyon-II, estime alors que ce nombre est sous-évalué et que l'EI compte 1 000 djihadistes français en 2013, puis 2 000 l'année suivante. Cependant pour Romain Caillet, chercheur à l'Institut français du Proche-Orient, l'estimation de Fabrice Balanche ne repose « sur aucun travail sérieux ». En novembre 2014, selon le procureur de la République de Paris, François Molins, 1 132 Français sont impliqués dans les filières jihadistes, dont 376 présents dans la région. Parmi eux se trouvent une part importante de convertis (20 %) dont Maxime Hauchard impliqué dans la décapitation de prisonniers syriens en novembre 2014,.
En décembre 2015, selon la DGSI et la SDAT, 1 923 ont été impliquées dans le djihad en Syrie et en Irak, parmi ces derniers : 577 sont en Syrie et en Irak à cette date, 252 ont regagné la France, 244 sont dans un pays tiers en transit ou en retour de la zone de conflit, 708 personnes encore présentes sur le territoire français ont manifesté une velléité de départ, 142 ont été tuées. En octobre 2017, une étude du Soufan Center estime que 1 910 Français ont rejoint la Syrie et l'Irak, dont 320 femmes et 460 enfants. Environ 700 sont encore sur zone à cette date et 300 sont revenus en France. De plus, 254 aspirants djihadistes en route vers la Syrie ont été stoppés avant d'arriver sur zone, et les autorités françaises ont transmis à la Turquie une liste de 2 622 noms de Français à stopper car soupçonnés de vouloir rejoindre la Syrie.
En juin 2018, un nouveau bilan du gouvernement français donne des effectifs un peu plus faibles, avec 730 adultes encore sur zone plus 288 décédés sur place et 256 revenus en France, soit un total de 1 274 adultes ayant rejoint la Syrie. Avec 500 mineurs sur zone et 78 revenus à cette date, on obtient un total de 1 852 Français. Au total, une centaine d'hommes sont faits prisonniers après l’effondrement du « califat » début 2019,.

## Profils et recrutement

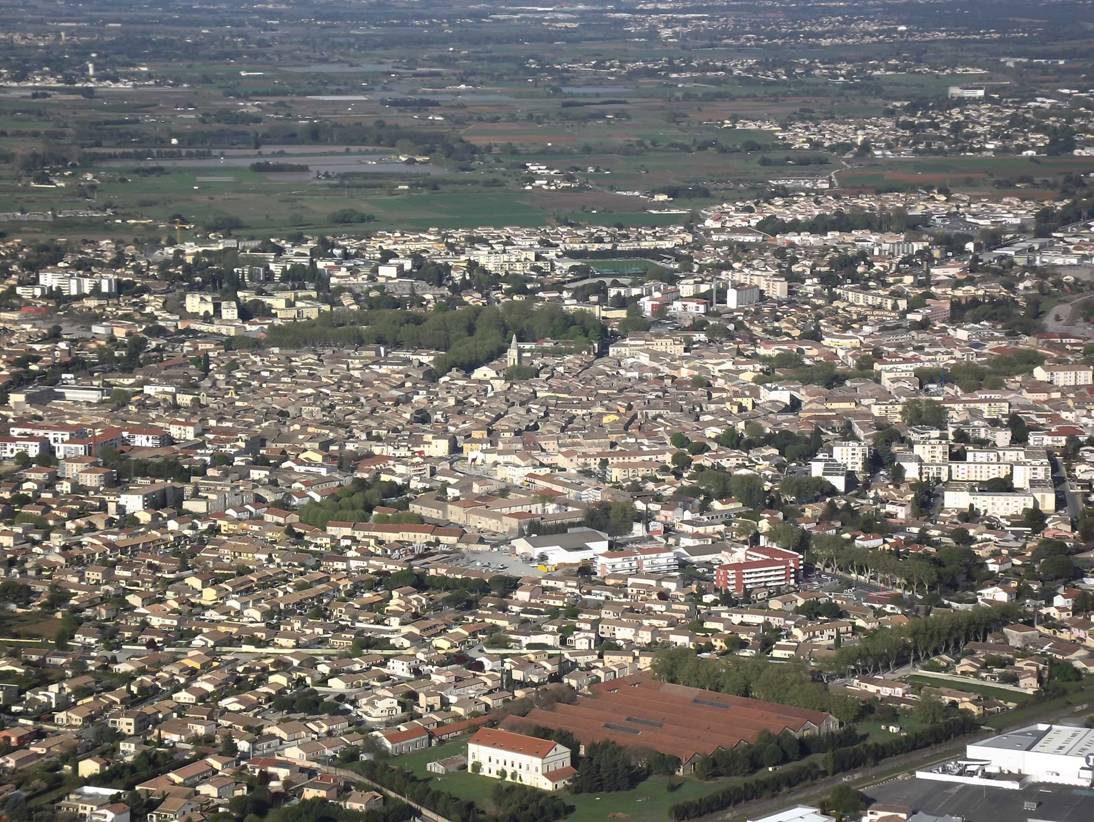
La filière de Lunel est l'une des plus importantes filière de recrutement.

Pour le journaliste David Thomson, « les premiers Français sont partis en 2012, puis en 2013, sans qu’il n’y ait aucune mention de cette lame de fond dans les médias. À tel point qu'en France ils n'ont commencé à en parler qu'en 2014, au moment où les autorités réalisaient avec sidération l'ampleur du phénomène, au moment où il était déjà trop tard (…) C’est un cas inédit de phénomène qui s’est déroulé très très vite, en dessous de tous les radars. (…) Tout s’est vraiment joué en à peine deux ans, facilité par deux facteurs : une géopolitique du djihad inédite en Syrie combinée à l’émergence d’un djihadisme viral sur les réseaux sociaux ».
D'après l'universitaire Gilles Kepel, différentes causes ont conduit des français à devenir des djihadistes étrangers pendant les guerres civiles syrienne et irakienne ; il cite notamment la faillite politique, les centres de détention, le salafisme quiétiste du sud ouest ainsi que l'écart entre les valeurs de l'école et le secteur privé.
Comme pour les autres pays le recrutement se fait principalement par internet. Pour Farhad Khosrokhavar, sociologue, directeur d’études à l’EHESS, directeur du centre d’analyse et d’intervention sociologique (Cadis) : « Depuis quelques années, les mosquées ne jouent plus de rôle majeur dans la radicalisation. Celle-ci s’effectue en dehors des mosquées, que ce soit sur Internet entre les groupes de copains ou en relation avec des jeunes déjà partis en terre du djihadisme ».
Selon le journaliste David Thomson : « Le phénomène peut toucher n'importe quelle famille ou presque. Chez les hommes, les djihadistes restent majoritairement issus des quartiers populaires. Ils importent en Syrie la culture de la cité. Mais il serait vain de les enfermer dans l'équation banlieue-immigration-pauvreté-délinquance. On a vu partir des généralistes, des étudiants en médecine, des élèves-ingénieurs. Pour autant, tous ceux qui sont proches du milieu sont connus et fichés; ce qui ne signifie pas qu'ils sont tous surveillés en permanence. Les filles, elles, ne combattent pas, et ne rentrent presque jamais. Seules cinq d'entre elles figurent parmi les 250 cas de retour recensés. Le profil dominant les concernant est celui de converties issues là encore des classes moyennes ». Fin 2014, les données de la cellule antiradicalisation du ministère de l'intérieur, recueillies par Le Monde, indiquent qu'un quart des Français « en voie de radicalisation, et proches du djihadisme » sont mineurs, 35 % sont des femmes et 40 % des convertis.
S'il n'existe pas « profil type » des djihadistes français partis en Syrie. En revanche ceux revenus en France pour commettre des actes terroristes ont en commun une scolarité courte, et des emplois peu qualifiés, quand ils en ont eu. Toutefois pour David Thomson, « 90 % des retours sont justifiés par la déception ou la fatigue ».

## Politique du gouvernement français

### «Déradicalisation»
En 2015, le gouvernement français s'est déclaré favorable à la mise en place pour les djihadistes qui souhaitent revenir en France d'« un visa de retour » et à « des conditions de surveillance draconiennes à leur retour », comme une « assignation à résidence ». Une source gouvernementale croit savoir qu'il y a « des repentis du jihad dont il est difficile de mesurer la sincérité ». L'exécutif français envisage également de développer l'« assignation à résidence ». Pour Manuel Valls, alors Premier ministre, il n'est pas question que les djihadistes français, de retour de Syrie et d'Irak, aillent dans des structures de déradicalisation ; il précise : « Leur place est en prison. Un centre de déradicalisation ne peut pas être une alternative à l'enfermement carcéral ».
C'est pour lutter contre le départ de près de 1 000 ressortissants français que le ministre de l'Intérieur français Bernard Cazeneuve présente un projet de loi « renforçant les dispositions relatives à la lutte contre le terrorisme ». Le rapporteur de ce projet de loi est le député socialiste des Hauts-de-Seine Sébastien Pietrasanta.
Le 1er décembre 2015, Nicolas Sarkozy appelle à la mise en place de « centres de déradicalisation ». Il questionne également sur la possibilité de faire de la consultation de sites djihadistes un délit,,. Mais pour Olivier Roy, chercher à « déradicaliser » les djihadistes en leur offrant un « islam modéré » est « absurde » : « C'est comme si on décidait que pour déradicaliser l'extrême gauche, il faut donner des cours de libéralisme économique ».
En 2018, le gouvernement français cherche à empêcher le retour de ses ressortissants djihadistes : il les considère comme des ennemis. Ainsi il a passé un accord avec les autorités du Rojava (Syrie du nord ou Kurdistan syrien) pour qu'elles les conservent sous leur contrôle. Cela concerne une centaine de personnes.

### Procès en France
Avec les retours de centaines de djihadistes français des zones de combats syro-irakiennes, les procès des revenants sont devenus systématiques. La participation à un groupe considéré comme terroriste, généralement l’État islamique ou Al-Qaïda, suffit à enclencher des poursuites pour association de malfaiteurs terroristes. Après les attentats de 2015, cette infraction peut être considérée comme criminelle et encourir trente ans de prison voir la perpétuité. De nombreux prévenus justifient leur présence sur zone pour des « buts humanitaires » ou dans le but de faire tomber le régime de Bachar Al-Assad, en mettant en avant la défense du peuple syrien. Plus la date de départ sur zone est tardive, plus l'argument perd en crédibilité aux yeux des juridictions françaises, notamment après le premier attentat de Daech en Europe (Attentat du musée juif de Belgique le 22 mai 2014) ou après le massacre de Tikrit du 13 juin 2014, abondamment vanté dans la propagande de l'organisation,.
En France, le premier « revenant » condamné est Flavien Moreau, qui en 2012 a combattu pendant quelques semaines en Syrie dans les rangs d'Ahrar al-Cham. Le 13 novembre 2014, il est condamné à sept ans de prison et sera libéré six ans plus tard. Son frère Nicolas, ayant quant à lui rallié l'État islamique, est condamné en janvier 2017 à dix ans de prison. Plusieurs centaines de revenants français ont été condamnés, dont certains à la perpétuité pour leur participation à des attentats, à l'instar de Mehdi Nemmouche ou Tyler Vilus. Lors des procès, comme ceux des attentats du 13 novembre 2015, certains prévenus justifient les attentats par les bombardements occidentaux en Syrie et en Irak. Cet argument est combattu par l'accusation, qui rappelle que la coalition internationale débute sa campagne de bombardements à l'été 2014, quelques semaines après le premier attentat en Europe du 22 mai 2014, et alors que des écoutes téléphoniques démontrent des projets d'attentats de l'organisation dès juillet 2013. Pour le journaliste de Mediapart Matthieu Suc, il s'agit d'une « constante de la propagande victimaire djihadiste », qui omet sa responsabilité.

### Élimination

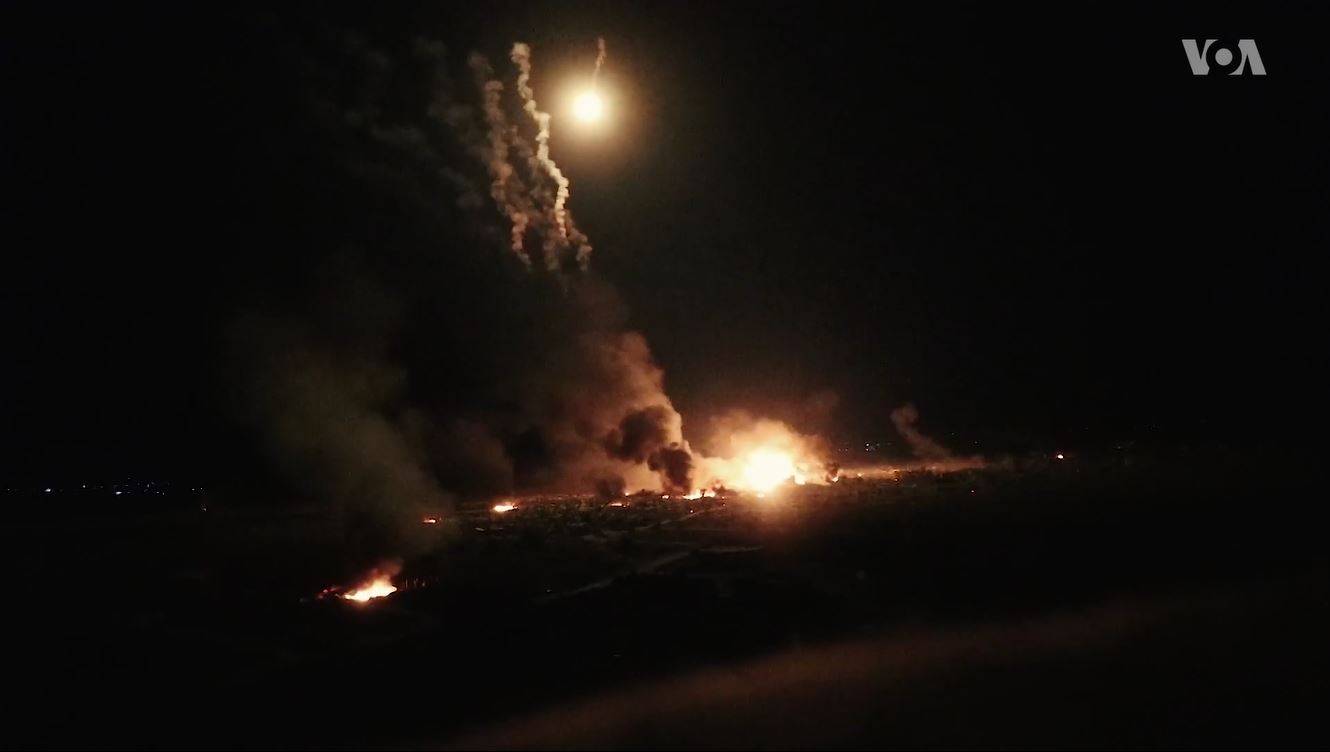
Bombardements sur le réduit de Baghouz, dans la nuit du 12 mars- 2019- au 13 mars 2019.

À partir de l'été 2014, la France mène en Syrie et en Irak une politique d'élimination de cibles françaises dites à « haute valeur », particulièrement dangereuses ou soupçonnées de préparer des attaques sur le sol français. Plusieurs cellules de la DGSE, de la DGSI (« Allat ») ou de la Direction du renseignement militaire (« Hermès ») récoltent des informations, mènent des opérations d'infiltration et commandent des frappes aériennes. Cette politique, assumée par le président de la République François Hollande, est poursuivie par son successeur Emmanuel Macron. De nombreuses cibles sont tuées, à l'instar de Boubaker El Hakim en novembre 2016, Salah-Eddine Gourmat en décembre 2016 ou Rachid Kassim fin 2017, impliqués dans la préparation d'attentats en France. Jean-Michel et Fabien Clain sont présumés morts début 2019 à Baghouz.
Du fait des difficultés du terrain, très peu de ces morts ont pu être confirmées par prélèvements ADN. Abdelilah Himich, une cible prioritaire à raison de son implication dans l'organisation des attentats de Paris et de Bruxelles, est introuvable, faisant potentiellement partie du convoi ayant évacué vers le désert syrien après la bataille de Raqqa.
Ces exécutions extrajudicaires sont critiquées, car contraire aux droits de l'homme et ayant provoqué de nombreuses victimes collatérales, dont Daech se sert abondamment dans sa propagande et servant de justifications aux attentats. Ciblé en septembre 2014, le futur tueur du Bataclan Foued Mohamed-Aggad échappe à deux missiles qui tuent une cinquantaine de personnes à Raqqa.

### Détention sur zone ou rapatriement?

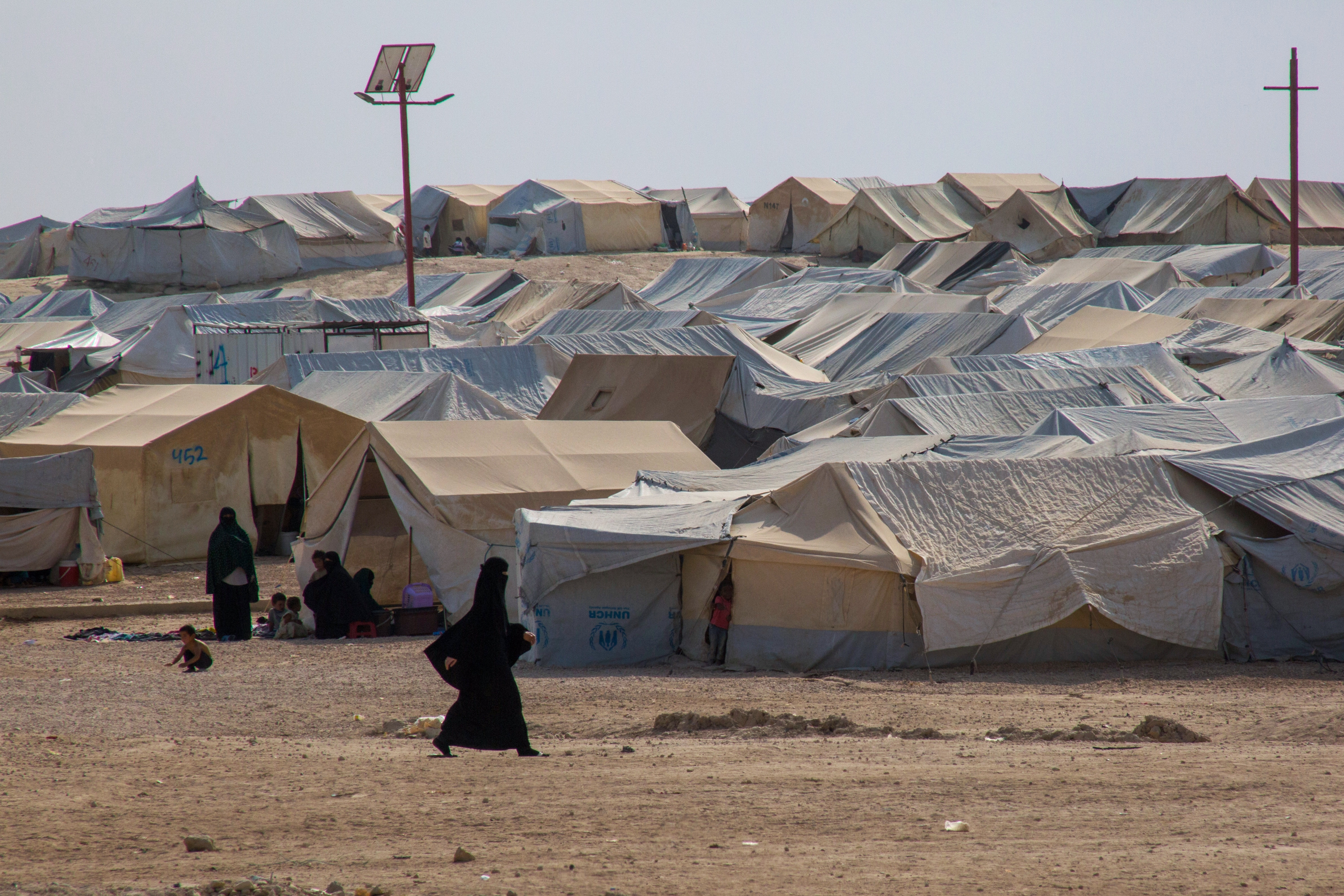
Le camp de réfugiés d'Al-Hol en octobre 2019.

Avec le repli de Daech en 2017, plusieurs djihadistes sont arrêtés par les forces irakiennes ou kurdes comme Thomas Collange ou Thomas Barnouin, issus de la filière d'Artigat. Fin décembre, c'est l'active recruteuse Émilie König proche du groupe nantais dissout Forsane Alizza qui est arrêtée avec ses trois jeunes enfants nés en Syrie par les forces kurdes lors de la bataille d’Al-Chaddadeh.
En mars 2019, le dernier réduit territorial de Daech en Syrie tombe après la bataille de Baghouz. Après avoir un temps envisagé un rapatriement général, le gouvernement français fait marche arrière et décide de ne pas faire revenir et poursuivre en France les djihadistes sous la pression de l'opinion publique. Seuls cinq très jeunes enfants orphelins sont rapatriés immédiatement. Une soixantaine de djihadistes français sont détenus par les Forces démocratiques syriennes et quatorze par le gouvernement irakien,. 
Entre 2022 et 2023, 57 femmes et 169 enfants sont rapatriés, tandis que près de 120 enfants et 50 femmes restent alors détenus sur zone, ces dernières ayant refusé le retour pour ne pas être séparées de leurs enfants ou par rejet de la France, certaines femmes restant très radicales,. À leur arrivée, les mères sont systématiquement poursuivies pour association de malfaiteurs terroristes et incarcérées. Le 13 mars 2025, la justice ordonne le réexamen des demandes de rapatriement de huit femmes ayant changé d'avis depuis, 29 de leurs enfants étant aussi concernés, en raison de « circonstances exceptionnelles », les enfants ayant été emmenés de force par leurs parents en Syrie. Qualifiés de « bombes à retardement » par le procureur de Paris François Molins, les enfants sont suspectés d'avoir été endoctrinés par leur mère pour devenir de futurs terroristes. Les 364 enfants de djihadistes revenus de Syrie, dont la moitié est rapatriée depuis les camps, ne posent pas de « difficultés particulières » selon le procureur du Parquet national antiterroriste, qui assure leur insertion en les plaçant à l'Aide sociale à l’enfance, avant un éventuel placement dans une famille,.
Onze djihadistes arrêtés par les Kurdes sont transférés de la Syrie vers l'Irak, vraisemblablement sous la supervision d'agents français de la DGSE, selon un accord secret négocié par le ministre Jean-Yves Le Drian d'après Le Monde. En 2019, la justice irakienne condamne deux femmes à vingt ans de prison et douze hommes à mort pour avoir fait partie de Daech. La diplomatie française demande alors à l'Irak de ne pas exécuter ces condamnations, en raison de son opposition à la peine de mort. Les procès sont largement condamnés comme expéditifs, du fait du soupçons de tortures sur les suspects, d'une instructions bâclée voire inexistante, et d'audiences très courtes de quelques minutes et de l'assistance purement symbolique d'avocats. En 2023, leur peine est commuée en détention à vie par la Cour suprême d'Irak. En Irak comme en Syrie, leur condition de détention sont très dures. Entassés avec une centaine de détenus par cellule, ils souffrent de violence, malnutrition, maladies et autres mauvais traitements. En septembre 2024, ils déposent une demande visant à purger leur peine en France, mais la cour administrative d’appel de Paris refuse début mars 2025 le réexamen des dossiers des hommes, le rapatriement demeurant une décision du gouvernement non-suspectible de recours en justice, en l'absence des « circonstances exceptionnelles » dont bénéficient les enfants,.

## Filières locales

### Filière d'Artigat

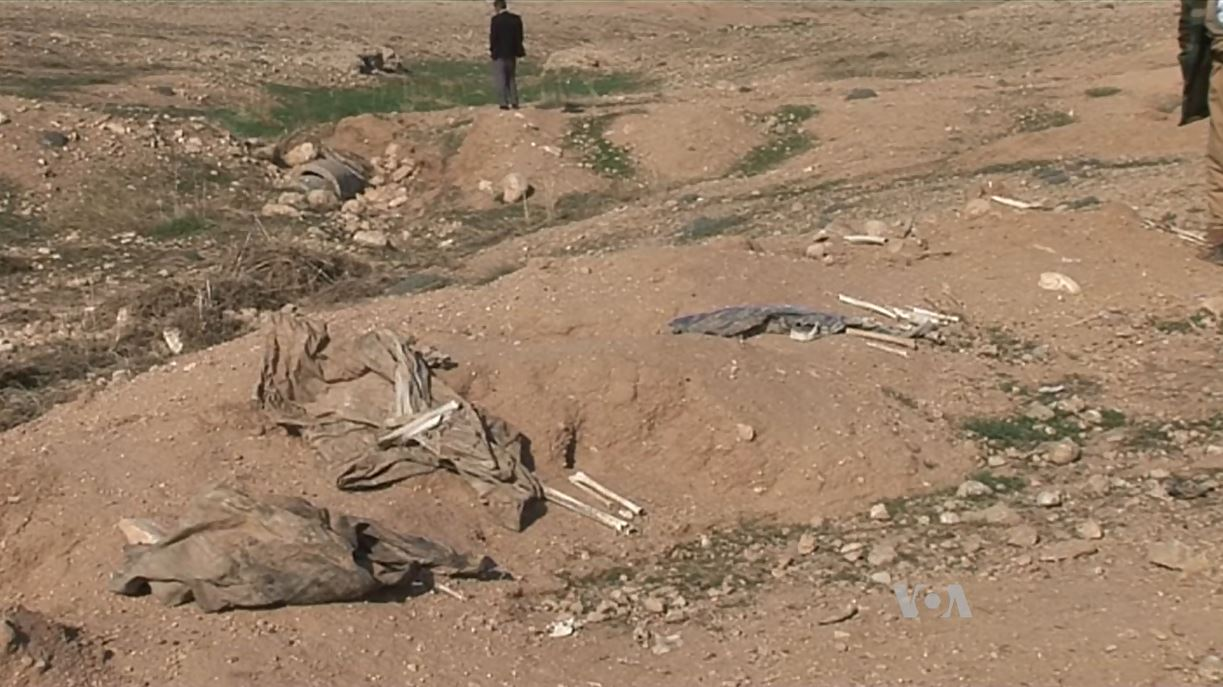
Des corps de Yézédis exhumés d'une fosse commue, en décembre 2015.

La filière d'Artigat est basée au lieu-dit Les Lanes à Artigat, en Ariège, et surtout active à Toulouse. Dirigée par Olivier Corel, elle est l'une des plus prolifiques et la plus ancienne, ayant envoyé dès 2006 des Français combattre les Américains en Irak. Malgré un premier procès en 2009, elle continue ensuite de former de nombreux djihadistes dont Mohammed Merah, qui assassine sept personnes dont trois enfants juifs en mars 2012 à Toulouse,, ainsi que Jean-Michel et Fabien Clain, qui rejoignent le califat en 2015 puis revendiquent les attentats du 13 novembre 2015 en France au nom de l'organisation. Ils sont tués dans une frappe de la coalition en février 2019.
On compte aussi Sabri Essid parmi les membres de la filière, qui devient le premier citoyen français de l'histoire à faire l'objet d'une enquête pour « génocide » en raison de son rôle supposé dans les massacres de Sinjar contre la communauté yézidie. Il apparait dans une vidéo de l'organisation où son beau-fils âgé de 12 ans tue un prisonnier. S'il est supposé mort, les autres membres de la filière Kevin Gonod, Thomas Barnouin et Thomas Collange sont faits prisonniers par les Kurdes fin 2017. Le premier, qui a combattu lors de la bataille de Kobané, est condamné à mort en Irak en 2019. La même année, les épouses de Gonod et Collange sont arrêtées en Turquie puis rapatriées en France avec leurs neuf enfants.

### Filière de Lunel
La filière de Lunel est l'une des plus importantes filières djihadistes françaises, ayant attiré une importante attention médiatique. Elle est active de 2013 et jusqu'à son démantèlement peu après les attentats de janvier 2015. Sur une vingtaine de membres ayant rejoint Daech en Syrie, au moins sept sont morts sur zone et cinq sont condamnés à leur retour en France pour association de malfaiteurs terroristes. Le membre le plus connu de la filière est Abdelilah Himich, un ancien légionnaire porté disparu après la bataille de Raqqa. Autre membre médiatique de la filière et proche des kamikazes de la tuerie du Bataclan Mohamed-Aggad et Mostefaï, Yassine Sakkam est arrêté par les Kurdes et condamné à mort en Irak en 2019.

### Filière de Strasbourg

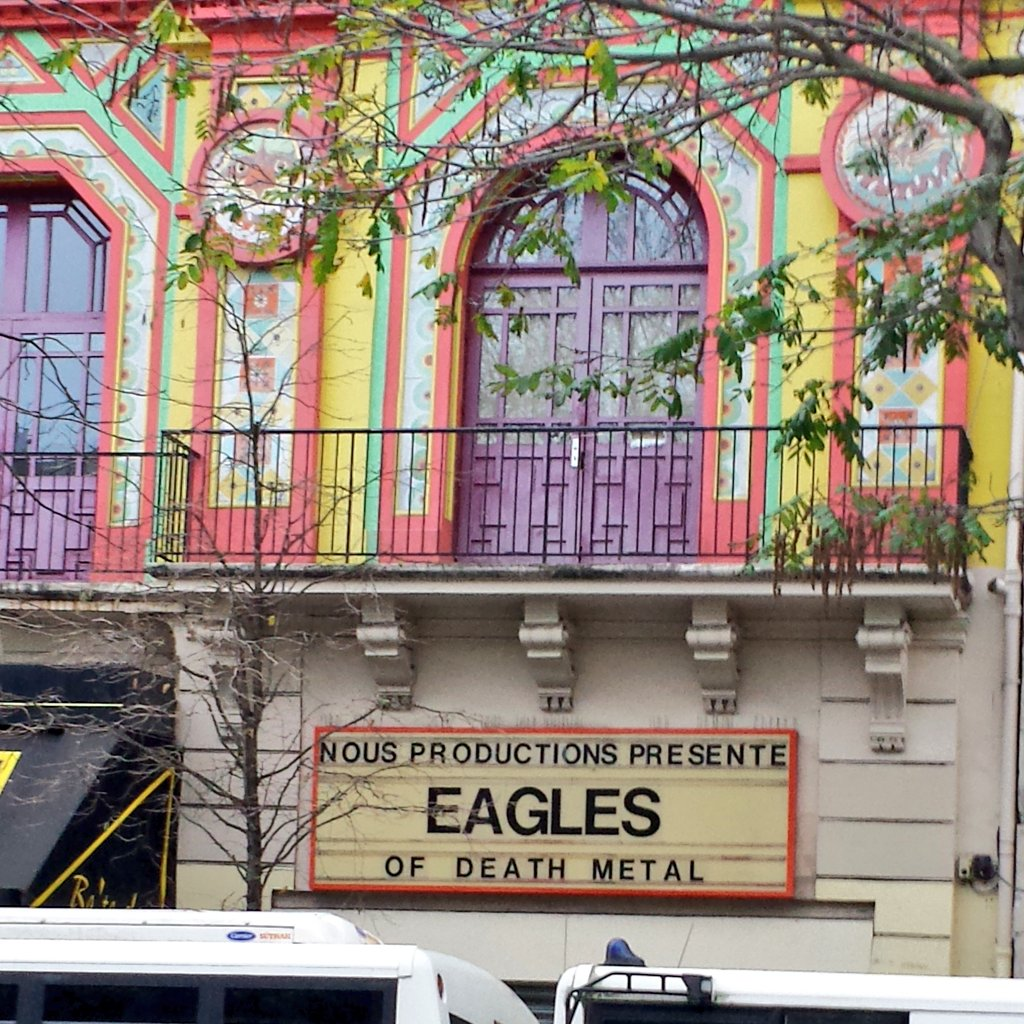
La filière de Strasbourg fournit l'un des trois tueurs du Bataclan.

La filière de Strasbourg est composée de dix Alsaciens, gravitant autour du quartier de la Meinau, ayant rejoint l'État islamique en Syrie en décembre 2013. Dès janvier 2014, deux frères sont tués par des rebelles à Alep lors de la « fitna », opposant l'État islamique aux autres groupes insurgés. Repliés dans l'est du pays, les autres membres de la filière vont rentrer en France entre février et mai 2014, à l'exception de Foued Mohamed-Aggad qui participe à la tuerie du Bataclan lors des attentats du 13 novembre 2015. 
En 2016, trois nouveaux individus liés au groupe tentent de rejoindre Daech mais sont arrêtés en Slovénie. Au total, dix individus sont donc jugés pour association de malfaiteurs terroristes lors de deux procès distincts, et condamnés à des peines allant de 5 à 9 ans de prison. Plusieurs sont ensuite déchus de leur nationalité française, dont Karim Mohamed-Aggad, frère du tueur du Bataclan.

### Filière de Nîmes
Selon, le journaliste David Thomson, Nîmes est l'un des premiers viviers de djihadistes en France, estimant le nombre de départs à 50. Les enquêteurs judiciaires estiment cependant à une vingtaine le nombre de départs entre 2012 et 2014, dont plusieurs adolescents, souvent originaires des quartiers prioritaires de la ville. Bien que discrète, la filière est aussi l'une des plus anciennes, avec un premier départ en 2011, bien avant l'émergence de l’État islamique. Rejoignant l’EI, Axel Baeza (Abou Mohammed) épouse la recruteuse Émilie König en Syrie, qui appelle à commettre des attaques en France. Basé à Azaz, il participe aux combats contre les rebelles syriens et meurt dans des combats près d'Al-Bab en 2014. Au moins cinq autres membres de la filière seraient morts sur zone. 
En septembre 2017, quatre revenants de la filière sont condamnés à des peines allant de 8 à 10 ans de prison.

### Filière de Vesoul
Près d'une quinzaine de jeunes adultes originaires de Vesoul ou ses alentours (Haute-Saône) arrivent en Syrie entre 2012 et 2014 pour rejoindre Daech. En décalage avec l'image répandue sur les djihadistes, la filière est quasi-exclusivement composée de convertis, souvent issus de la classe moyenne voire aisée, vivant en zone pavillonnaire. Jusqu'à leur conversion, plusieurs buvaient de l'alcool et étaient diplômés ou avaient des projets d'études. Ils sont parfois des connaissances de longues dates, tandis que d'autres se sont rencontrés à la mosquée de Vesoul. Ils se seraient radicalisés par le partage de vidéos de propagande. Le maire de la ville Alain Chrétien y voit là le signe d'une « dérive sectaire »,.
Le membre le plus médiatisé de la filière est Romain Garnier (Abou Salman), ancien champion de natation, qui rejoint la Syrie en 2012 avec sa femme Caroline et leurs deux enfants. Il devient une figure de la propagande de l'organisation djihadiste. En novembre 2014, il apparait dans une vidéo où il brule son passeport et appelle les musulmans « à tuer les Français par les armes, les voitures, le poison ». Il y critique aussi l'islam prêché dans les mosquées de France, un « islam pour plaire aux mécréants » selon lui. En décembre 2017, il est arrêté par les Forces démocratiques syriennes alors qu'il tente de rejoindre la Turquie, fuyant la déroute militaire du « califat », avec cinq membres de la filière d'Artigat.
Parmi les premiers partis, Pierre Choulet (Abou Talha al-Faransi) rejoint la Syrie en octobre 2013, à l'âge de 18 ans. Le 11 février 2015, il se fait exploser à bord d'un camion piégé près de Tikrit, en Irak, en visant une milice pro-gouvernementale. Né en 1985 et converti dès 2003, Yunès-Sébastien Voyez rejoint la Syrie en novembre 2014 avec son épouse Najah et leur jeune enfant. Il se félicite auprès de sa famille de l'attentat contre Charlie Hebdo. En contact avec le terroriste de l'attentat de Saint-Quentin-Fallavier, il reçoit de celui-ci un selfie avec la tête décapitée de son patron, en juin 2015. Autres membre de la filière, Benjamin rejoint le djihad avec sa petite amie Anaïs et convainc également sa sœur Lucie et son beau-frère Omer de les rejoindre.

### Filière d'Orléans
Dans le Loiret, et plus particulièrement à Orléans, une vingtaine d'habitants ont rejoint le théâtre de guerre syro-irakien entre 2012 et 2015, avec une importante vague durant l'été 2014, dont plusieurs convertis. Les enquêteurs des services de renseignement mettent en place des écoutes téléphoniques afin de surveiller la filière, dont ils constatent ses ramifications avec la banlieue parisienne, relativement proche. Des militants salafistes descendent ainsi depuis l'Île-de-France afin d'influencer des individus à Orléans et tenter de prendre le contrôle de mosquées, certains des djihadistes s'étant rencontrés à la mosquée des Carmes d'Orléans.
Les membres de la filière revenus en France sont interpellés fin 2015. Les perquisitions permettent de découvrir des équipements compromettant chez l'un d'eux : fusils, talkies-walkies et caméscope. En novembre 2017, neuf orléanais nés entre 1984 et 1995 sont jugés à Paris, dont six se sont rendus en zone de guerre, deux ont fait une tentative de départ avortée, et un dernier qui les a aidé. En 2016, ils étaient encore six à combattre sur zone. Les écoutes téléphoniques démontrent une radicalisation violente : quand l'un d'eux est interrogé par l'un de ses proches sur les massacres commis Daech, il répond « Oui mais les kouffars, ce n’est pas grave, c’est bien tu vois. Le problème c’est que eux, ils font ça avec les musulmans ». Ils sont tous reconnus coupables et condamnés à des peines de six à neuf ans de prison.

### Groupe d'Omar Omsen

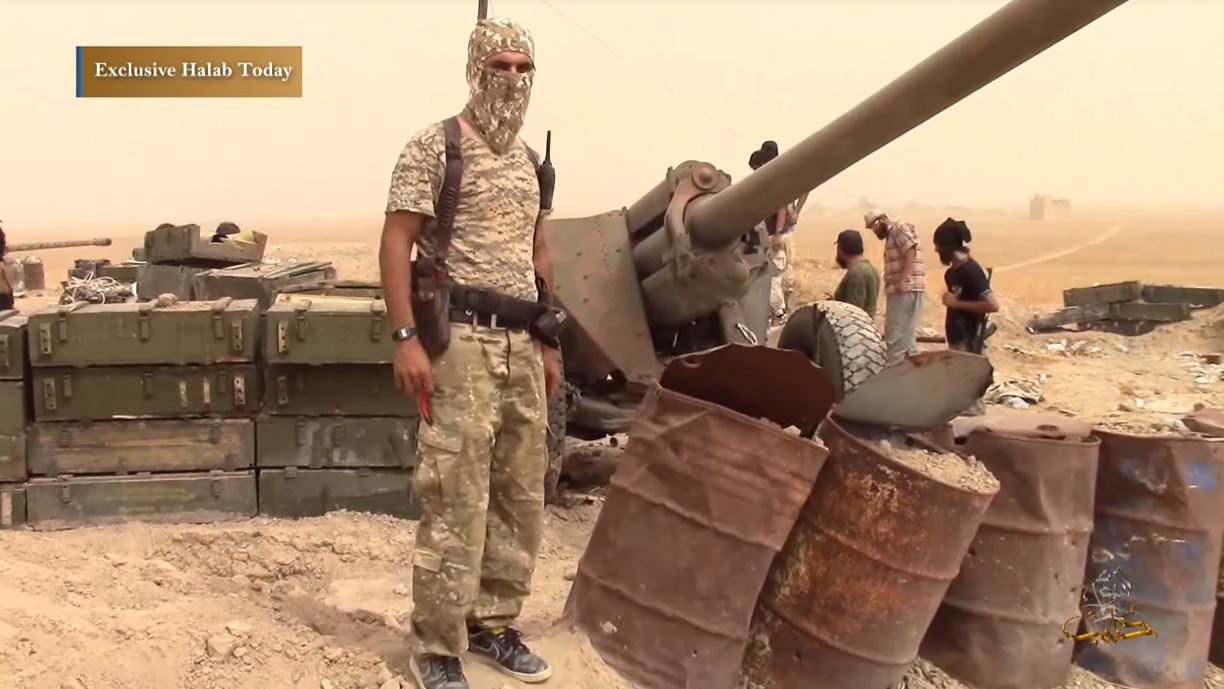
Combattants du Front al-Nosra près d'Abou Douhour en 2015.

Recruteur parmi les plus efficaces, le Niçois Omar Omsen réalise en 2013 une série de vidéos 19 HH, très populaires sur les réseaux sociaux, mêlant prêches, images cinématographiques détournées pour servir un discours conspirationniste et violent. Il rejoint la Syrie dès 2013 et s'associe notamment avec un autre recruteur prolifique, Mourad Farès. Il regroupe autour de lui jusqu'à 150 combattants dans la région d'Idleb. À l'inverse de la grande majorité des djihadistes français, il ne rejoint pas Daech mais le Front al-Nosra, la branche syrienne d’Al-Qaïda. Le groupe, qui renonce officiellement au « djihad mondial », n'entre pas en conflit avec l'Occident et entend limiter le conflit au seul sol syrien. Ces combattants sont néanmoins surveillés par les services français et risquent une inculpation pour « association de malfaiteurs terroristes » à leur retour en France. 
Devenu Hayat Tahrir al-Cham (HTC) en 2017 après une alliance avec d'autres groupes rebelles, le Front al-Nosra rompt officiellement ses liens avec Al-Qaïda. Une année plus tard, Omar Omsen entre en conflit avec le groupe de Joulani et est emprisonné à plusieurs reprises pour de courtes périodes. Les Français d'Idlib, estimés à 170 adultes en 2023 ainsi que 50 enfants, se sont séparés en plusieurs groupes. Près de 25 d'entre-eux ont rejoint HTC dans des potes non-combattants tandis qu'une cinquantaine combattent au sein du groupe d'Omar Omsen (Firqat Al-Ghouraba). Une trentaine ont rejoint Tanzim Hurras ad-Din, le nouveau nom d'Al-Qaïda dans la région, dont une douzaine sont considérés comme particulièrement dangereux par les services français et certains ont incité leurs contacts à commettre des attentats en France, parmi lesquels Farid Melouk. Le groupe a toutefois été réprimé par le HTC et ses combattants se sont dispersés ou sont disparus. D'autres ont abandonné les armes pour vivre de petits métiers et certains ont rejoint la Turquie pour demander à être rapatriés en France. Le groupe d'Omar Omsen participe à l'offensive rebelle de 2024 qui renverse Bachar al-Assad, dont son fils qui est identifié dans des vidéos,.